# Mosquiter insular
El mosquiter insular (Phylloscopus poliocephalus) és una espècie d'ocell de la família dels fil·loscòpids (Phylloscopidae). Es troba a les illes Moluques, Nova Guinea i la resta d'illes de la Melanèsia occidental Els seus hàbitats principals són els boscos tropicals i subtropicals de frondoses humits de les terres baixes i de l'estatge montà, així com els matollars humids tropicals i subtropicals. El seu estat de conservació es considera de risc mínim.